# Кто боится Вирджинии Вулф? (фильм)
«Кто боится Вирджинии Вулф?» (англ. Who’s Afraid of Virginia Woolf?) — камерная кинодрама 1966 года, дебютная лента режиссёра Майка Николса. Экранизация одноимённой пьесы Эдварда Олби. В главных ролях снялась супружеская пара — Ричард Бёртон и Элизабет Тейлор.
Права на экранизацию пьесы Олби, с громадным успехом поставленной на Бродвее в 1962 году, были куплены компанией Warner Bros. за 500 000 долларов США. Современными киноведами картина считается классикой социальной драмы. Фильм шокировал публику, ещё непривычную к подчёркнуто реалистичному показу внутрисемейных и супружеских конфликтов, а также к ругани с экрана. Резонанс, вызванный лентой, частично привёл к отмене в 1968 году скандального кодекса Хейса. Фильм побил рекорды кассовых сборов в 1966 году, а к 1968 году собрал огромную по тем временам сумму — 40 млн долларов. Это последний чёрно-белый фильм студии Warner Bros., таким образом к эпохе «нового Голливуда» вся киноиндустрия снимает только цветные фильмы.
Фильм получил пять премий «Оскар» и ещё восемь номинаций, в том числе за лучший фильм года. В 2013 году лента вошла в Национальный реестр фильмов Библиотеки Конгресса США.

## Сюжет
Два часа ночи в Новой Англии. Джордж — профессор истории, женатый на  распутнице Марте, чей отец является ректором колледжа, где преподает Джордж. После двадцати лет брака их союз дал трещину, при этом диапазон чувств — от любви до ненависти. К тому же Марта любит сравнивать со своим сильным отцом (который на экране не появляется) постоянно подавленного Джорджа, зная, что это его злит.
Накануне вечером они отправляются на факультетскую вечеринку, где знакомятся с молодыми сотрудниками Ником и Хани. Ник, преподаватель биологии, считает себя сердцеедом, а Хани, по определению Марты, серая мышка. Новые знакомые, следуя совету отца Марты, приглашают их зайти в гости и выпить по рюмочке на прощанье. Всю ночь напролёт они выпивают, танцуют и играют в психологические «игры».
Чтобы вызвать ревность своего мужа, Марта заигрывает с Ником, но Джордж, к её досаде, даже не пытается этому помешать. Хани тошнит, а Ник напивается все сильнее и доверительно сообщает Джорджу, что Хани обманом женила его на себе, заявив, что беременна (беременность оказалась ложной: Хани надо было скрыть аборт, а завести детей в её планы не входило). Разговоры, беседы и споры приобретают всё более и более интенсивный характер.
Шокирующие откровения, душераздирающие обвинения, смутные подозрения превращают вечеринку в психологический кошмар, после которого жизнь персонажей уже не может оставаться такой, как прежде. Ночь сменяется ранним утром. Ник и Хани отправляются домой, а Джордж задаёт Марте тот самый вопрос: «Кто боится Вирджинии Вулф?» — на что та отвечает: «Я, Джордж, я!..»

## В ролях
В фильме «Кто боится Вирджинии Вулф?» наши с Ричардом Бертоном герои хотели друг друга убить. Я легко трансформировала себя в свою героиню. А для того, чтобы нам самим не убить друг друга, мы работали по определённой системе. Возвращаясь домой после съёмок, мы говорили о чём угодно, только не о том, что было на студии. Роли учили в машине по дороге. А дома снова становились Ричардом и Элизабет — родителями своих детей. Мы забывали о наших героях — и мы выжили.
| Актёр           | Роль   |
| --------------- | ------ |
| Ричард Бёртон   | Джордж |
| Элизабет Тейлор | Марта  |
| Джордж Сигал    | Ник    |
| Сэнди Деннис    | Хани   |

## Награды и номинации
- Награды
- 1967 — 3 премии «BAFTA»:
- Лучший фильм (Майк Николс)
- Лучший британский актёр (Ричард Бёртон)
- Лучшая британская актриса (Элизабет Тейлор)
- 1967 — 5 премий «Оскар»:
- Лучшая женская роль (Элизабет Тейлор) ·
- Лучшая женская роль второго плана (Сэнди Деннис)
- Лучшая операторская работа (чёрно-белый фильм) (Хаскелл Уэкслер)
- Лучшая работа художника-постановщика (чёрно-белый фильм) (Ричард Силберт (постановщик), Джордж Джеймс Хопкинс (декоратор))
- Лучший дизайн костюмов (чёрно-белый фильм) (Ирен Шарафф).
- 1967 — премия Национального совета кинокритиков США за лучшую женскую роль (Элизабет Тейлор)
- 1967 — премия Гильдии сценаристов США за лучшую американскую драму (Эрнест Леман)
- Номинации
- 1967 — «Золотой глобус»:
- Лучший фильм (драма)
- Лучший режиссёр (Майк Николс)
- Лучшая мужская роль (драма) (Ричард Бёртон)
- Лучшая женская роль (драма) (Элизабет Тейлор)
- Лучшая мужская роль второго плана (Джордж Сигал)
- Лучшая женская роль второго плана (Сэнди Деннис)
- Лучший сценарий (Эрнест Леман)
- 1967 — «Оскар»:
- Лучший фильм (Эрнест Леман)
- Лучший режиссёр (Майк Николс)
- Лучшая мужская роль (Ричард Бёртон)
- Лучшая мужская второго плана (Джордж Сигал)
- Лучший адаптированный сценарий (Эрнест Леман)
- Лучшая музыка: Оригинальный саундтрек (Алекс Норт)
- Лучший монтаж (Сэм О’Стин)
- Лучший звук (Джордж Р. Гроувз («Warner Brothers Studio Sound Department»)
- 1967 — номинация на премию Гильдии режиссёров США за лучшую режиссуру художественного фильма (Майк Николс)
- 1967 — номинация на премию «Грэмми» за лучшую оригинальную музыку для кинофильма или телешоу (Алекс Норт)

## Пародии
- Фильм был дважды спародирован в «Шоу Бенни Хилла» (сам Хилл пародировал персонажей Ричарда Бёртона и Элизабет Тейлор)[2][3].